# 陶山氏
陶山氏（すやまし）とは、平安時代から鎌倉時代にかけて備中国に割拠していた武士団のひとつ。国人として次第に成長し、室町幕府では奉公衆として名を連ねている。
岡山県笠岡市の金浦地区には陶山氏が本拠地として築いた城山が吉田川河口近くにある。

## 歴史

### 出自
「陶山氏系譜」によると、桓武平氏流貞盛の6代の後裔と称した盛高は、源義家の長男・義親が九州で起こした略奪・官吏の殺害に際して追討使として発向し、義親を捕えて隠岐に流すことに功をたてたとされる。
しかし義親は隠岐を脱出して出雲国に渡り、略奪、官吏の殺害、諸城を陥すなどの乱暴狼藉を働いた（源義親の乱）。これに対し朝廷は、平正盛を追討使とすると、盛高はその先鋒となって出雲国に発向した。天仁元年（1108年）2月、正盛は義親を討ち、京に凱旋した。そして盛高は、その恩賞として天仁2年（1109年）備中国小田郡、魚緒・西濱（西浜）・甲弩の三郷および3000貫を恩賞として賜った。盛高は、陶山和泉守を称したことから、備中陶山氏の祖とされる。
また『姓氏家系辞書』では、笠岡浦の豪族であったことから、古代「笠」臣の後裔か、とも記され、その一族は治承・寿永の乱（源平合戦）では妹尾兼康の部将として働いたという記録もある。
備中国を本拠としたのは、盛高の子・泰高である。

### 平安時代
大治4年（1129年）3月、南海道に出現した海賊は、海上交通を妨げ、民家を襲い乱行を働くと大崎島に立て籠った。平忠盛は院宣を受けて、泰高一族を先鋒として大崎島に攻め寄せ、賊を退治している。この討伐の後に泰高は、廃城となっていた西濱の古城（淵山城：洲山城）を再興して、陶山城と改めそこを本拠としたのである。
陶山系譜の一節には、「要砂（西砂）築クニ洲濱ヲ城之外ト堀ニ用ユルニヨリ諸人呼二フ洲山城一ト。天皇叡山聞而洲山ト給ヒ亦陶山ト下シ給フ也」とある。陶山城は、海浜の小山に立地しており、海上交通を強く意識したものであったようである。当時、陶山城を囲むように金浦湾は深く湾入しており、この立地をもって要害としたと思われる。また対岸に相当する湾内には、「船隠」、「袖解」と言った地名が残り（成立時代に関しては検討が必要だが）、これらは軍兵の駐屯地の可能性をも示唆している。
ただ笠岡諸島の大飛島に小字「洲ノ本」、小飛島に小字「洲ノ濱」があり、これを洲濱とみる説もある。大飛島の洲では多数の須恵器、土器などが出土し、それが遣唐船の海路祈願祭祀用のものであることが明らかとなり、2003年に「岡山県大飛島祭祀遺跡出土品」（308点）として国の重要文化財に指定されている。
その子勝高は、平治の乱では小松重盛に従って源義朝の子義平と戦い、平氏の勝利を支えた。平清盛は、その功に陣羽織を下賜したと伝わる。勝高の子・高光も平氏に仕えた。いわゆる源平合戦では、能登守 教経の与力として、屋島の戦い・壇ノ浦の戦いなどで源氏方を相手に奮戦した。しかし寿永4年（1185年）、壇ノ浦合戦の最中に、源氏方安田義遠の矢に射抜かれて討死したとされる。
陶山氏は、平家滅亡とともに離散の憂き目となり、この後100年程の動静は明らかではない。なおこの源平の戦乱での陶山氏の活躍は、当地の初夏の祭礼「ひったか」「おしぐらんご」として現代に伝わっているとされる。これらは平氏方の陶山氏が、讃岐から襲来する源氏方の兵船30隻・兵2千余騎を、かがり火を掲げて兵船を繰り出し打ち破ったことが起源とされている。

### 鎌倉時代
「陶山公民館」の『陶山氏の足跡』を参考にすると、やがて陶山道国は北条時頼に仕え、その子・道高は弘安の役（1280年）の恩賞で魚諸郷以下3郷を下賜され、再び西浜の城へ入ったとされる。この道高の母が小見山信濃守行信の娘で、彼の父陶山道国と小見山一族との婚姻関係があった。道高の復帰以前に、既に母方の親族小見山備中守が小田郡内に城を構えていたようであり、道高の復領に尽力した可能性も示唆される。
鎌倉末期の陶山義高は、竜王山（175m）に笠岡山城を築くと、それまでの陶山城から居を移し本城としている。竜王山の東麓の威徳寺辺りに居館があったとされる。元弘元年（1331年）、義高は遍照寺を吉田から現在の笠岡の地に移したと言われ、これは後に吉祥院、観照院、南昌院、西明院など多くの塔中、末寺を擁する門前町笠岡の要になっている。なお山陽道からさほど遠くない吉田地区には、関戸廃寺跡（飛鳥時代後期から平安時代末期まで栄えた寺の跡）などの史跡も散在しており、考古学的には依然興味の尽きない場所でもある。
義高は、元弘の変には幕府方として後醍醐天皇に対峙した。『太平記三』のなかでは、後醍醐天皇の籠もる笠置山への夜討ちに際して、陶山藤三義高、陶山八郎吉次の兄弟そして、小見山次郎ら一門・縁者が先陣を切り、功を挙げたとある。
その後、後醍醐天皇方が優勢となり、赤松則村（円心）らによって六波羅が攻められると庄氏ら備中国の兵とともに京に馳せ上ったが、既に六波羅は陥落していた（『太平記』巻9）。六波羅探題北条仲時らとは近江で合流するも、番場において合戦となり、元弘3年（1334年）仲時らとともに432人が自刃して果てたとある（近江番場宿蓮華寺過去帳）。「蓮華寺過去帳」には備中勢とおぼしき、陶山二郎、小見山孫五郎、小見山五郎、小見山六郎次郎、庄左衛門四郎、藤田六郎、藤田七郎、金子十郎左衛門、真壁三郎ら、さらに「陶山紀七敏直、同新藤五入道正通」の名も伺われ、藤原姓、紀姓も称している様子が伺われる。

### 南北朝時代
この顛末の後、天皇方となった陶山氏は、後醍醐天皇 船上山へ臨幸の際には、宣旨を奉じて参上し（備中からは、小坂・河村・庄・真壁・陶山氏・成合・那須・新見・三村・市川氏らが参集）、やがて上洛を成し遂げた（『太平記』巻14）。ここに登場する小坂・河村は浅口郡内の郷であり、小田郡に隣接していることから庄氏の庶流（名字による区別）か縁者であった可能性が高い。また真壁は幸山の近隣の地である。同様に成合（成羽）は三村氏の勢力圏であったことから、同族と類推される。那須氏は那須与一で勇名を轟かせた一族である。しかし後醍醐天皇による建武の新政は数年で崩壊し、南北朝時代の動乱を迎えるのである。
山陽道地域は、九州から畿内を目指す諸勢力の拠点確保がなされるため、南北朝期にも多くの戦乱の場となっている。備中南部の諸勢力も、当然ながらこの動乱には無関係であるとはいかず、その中で陶山氏は、隣接する庄氏と活動を共にすることが多かったようである。また以後幕府方であること（庄氏らと足利尊氏を支持）は一貫しており、前後して足利氏の庶流で重臣細川氏との繋がりを強めた可能性は高い（この時期、細川頼之は、「中国管領」と呼ばれ、長門探題として中国地方で影響力を及ぼした足利直冬に対峙している）。なお当初、直冬勢が備中を席巻しており、陶山氏は島嶼部への逼塞を余儀なくされ、また庄氏も雌伏の時期であったようである。
前述の威徳寺に残る「籠山古戦場記」には、先の陶山義高の最期にまつわる別の伝承が記されている。足利直冬が、京をめざして兵を挙げた際にこの地で迎え撃ったのが義高であったとしている。しかし衆寡敵せず義高は自決したとされ、最後の場所に陶山神社をつくり、霊を祀ったとしている。

### 室町時代
室町期の備中守護は、細川頼之（後の京兆家に繋がる）の手にすることになり、やがて頼之の末弟・満之を祖とする細川氏の一族が任じられ、代襲により「備中守護家」と称されるようになった。
陶山氏は、鎌倉幕府滅亡により存亡の危機に立つが、結果として室町時代には幕府の側近として中央で活躍するのである。
室町幕府では、両使・奉公衆として活動したことが知られている。特に弓術に長け「射手衆」として高名を上げている。また文芸に秀で交友も広く、連歌師の宗祇や猪苗代兼載が笠岡を訪れている。また『見聞諸家紋』をみると、奉公衆五番として陶山氏の家紋「洲浜に山文字」が収録されている。
なおこの時代の小田郡西南部には、陶山・高田・小見山・渡辺・井上・小田・有岡・橋（掛谷）らの名が伝承に登場している。

### 戦国時代
応仁・文明の乱の影響が全国に及んだ守護細川勝久の時代、備中でも国内を二分する兵乱が起きた。
この兵乱の主役となったのは、京兆家内衆であった伊豆守庄元資である。 延徳3年（1491年）10月、庄元資は、備後衆、備前・松田（管）勢に与力を頼むと、備中守護方の倉（河邊之倉・宮内之倉）に討ち入り、守護の郎党、被官、500余人を討ち取った。ここに備中大合戦と呼ばれる戦乱が始まったのである（蔭凉軒日録）。
同延徳3年（1491年）11月10日　進発備中退治庄伊豆守御暇之事　12月2日勝久進発、との記事がある。在京していた勝久は、翌年の明応元年（1492年）に軍勢を引き連れて備中に入国し、備前の援兵（浦上氏）を受け、庄元資らと合戦におよびこれを打ち破った。延徳4年（1492年）4月6日の記載では、元資捨城没落。勝久は元資らをいったんは国外へ追い出したが、庄氏一門や彼らにくみする者たち（安芸・石見の国人衆（毛利弘元らの名もある））は侮りがたく、6月頃両者は講和したようである。そして勝久は乱後の鎮撫に努めていたようだが、 明応2年（1493年）頃に死去したようである。
勝久には実子による跡継ぎ後嗣がなかったようで、後継に阿波守護家から細川成之の次子である之勝を迎えていたが、之勝は長享2年（1488年）の実兄・政之の死去により阿波守護家の家督を継ぎ、延徳3年（1491年）6月には将軍・足利義材より一字を与えられて義春と称している。備中守護家の後継には、細川駿河守（人名不詳）が就任したようである。元資の子・庄兵庫助は、反動か守護と結び家勢拡大に重点をおいたようで、兵庫助は政元被官人領を押領し、元資ら京兆家被官とは対立を深めたようである。明応3年（1494年）、元資らは遂に兵を起こし、戦乱が再開された。元資は「右京兆依為被官人」と称し、石見・安芸・周防の国人の合力を取り付けると、いよいよ覇権争いの様相を帯びた戦乱に発展し、混乱は続いた。
その元資は、文亀2年（1502年）7月頃に死去したらしく、戦乱は下火となったようで、永正8年（1511年）頃までには、義春の子之持が備中守護を兼ねる形で混乱は収束に向かったようだが、翌永正9年（1512年）に之持は死去している。以後、備中では中世的権威は大いに衰え、有力国人勢力が台頭し、いわゆる戦国時代となるのである。
幕府の権威が落ちるとともに陶山氏も没落し、その後歴史の表に名を連ねることはなくなった。延徳2年（1490年）、陶山備中守邸での猪苗代兼載の連歌興行の記録が最後となる。
神島の自性院の伝承によると、永正3年（1505年）7月、笠岡城山城主陶山刑部高雅は、讃岐国 細川満氏の将村上満兼の来攻にあい、防戦能わず自性院に落ち延びたという。伝承はさらに続き、神島から高梁川を伝って、最終的には美袋・大渡に居を構えたらしい。そして村上氏（大内氏）を謀るため高雅の子・高倫は、母方の姓の田邉を名乗った（『備中府史』）。ここで田邉家（陶山氏）の祖は、藤原氏の一族で、紀州（和歌山県）田辺の出、熊野の別当湛増に始まるとしている。田邉家は江戸時代には美袋で本陣を構えたらしい。
先の威徳寺の「備中守陶山義高公追福回向五百五十回忌香典奉供者氏名（明治17年）」というものに、美袋田邉安兵衛の名が見受けられる。
なお現在、笠岡城跡（古城山公園）と呼ばれているものは、弘治年間（1553-1558）に能島村上氏の一族、村上隆重が海松丘（68.6m）に築城したものをいう。永禄9年（1566年）の初夏に、笠岡から北進した村上隆重勢千騎が、小田氏一門らと「萌黄ヶ原」で衝突している。
この後、慶長4年（1599年）に毛利元康の笠岡領有まで、毛利幕下で村上氏の居城となった。
元康は新たに築城を計画し、西の浜の漁師を魚渚（いおすな：ようすな）へ移住させる。しかし関ヶ原の戦いで徳川家の所領となり、代官小堀新助が入城した。元和2年（1616年）池田備中守長幸の居城となったが、元和5年（1619年）松山城（高梁市）に移り、笠岡城は廃城となった。その後、明治40年（1907年）の未新田（）埋立のため峰が切り下げられて遺構が消滅、古城山の南側斜面にわずかに石垣跡が残るのと、笠岡城の城門が小平井の乗福寺の山門として移されたと言われている。（現在は改築されている。）
ちなみに、備後国深安郡 坪生（現在の福山市）には、陶山氏の一族坪生氏がいたとされる。
同地の寒森神社に「天文6年（1537年）丁酉霜月　陶山又次郎武高」とある古棟札が残されている。さらに永禄6年（1563年）の再興棟札には「小早川□□隆景、坪生兵部丞藤原乗高」とあって、小早川氏配下の部将として神社の再建に当たった人物が居たようである。
坪生氏の系譜は不明であるが、当地の諸氏は大内、尼子といった勢力に翻弄されながら、最終的には毛利（小早川）氏配下に集約され、やがて江戸時代を迎えたのである。

## 防長陶山氏
備中陶山氏と同族で、大内氏配下で活動した陶山氏がいる。鎌倉時代には幕府御家人としての活動が確認でき、室町時代には大内氏の下で様々な活動が見られるが、大内道頓（教幸）の反乱に際して道頓側についたために没落したようで、以後は活動が見られない。